# Żaklin Nastić

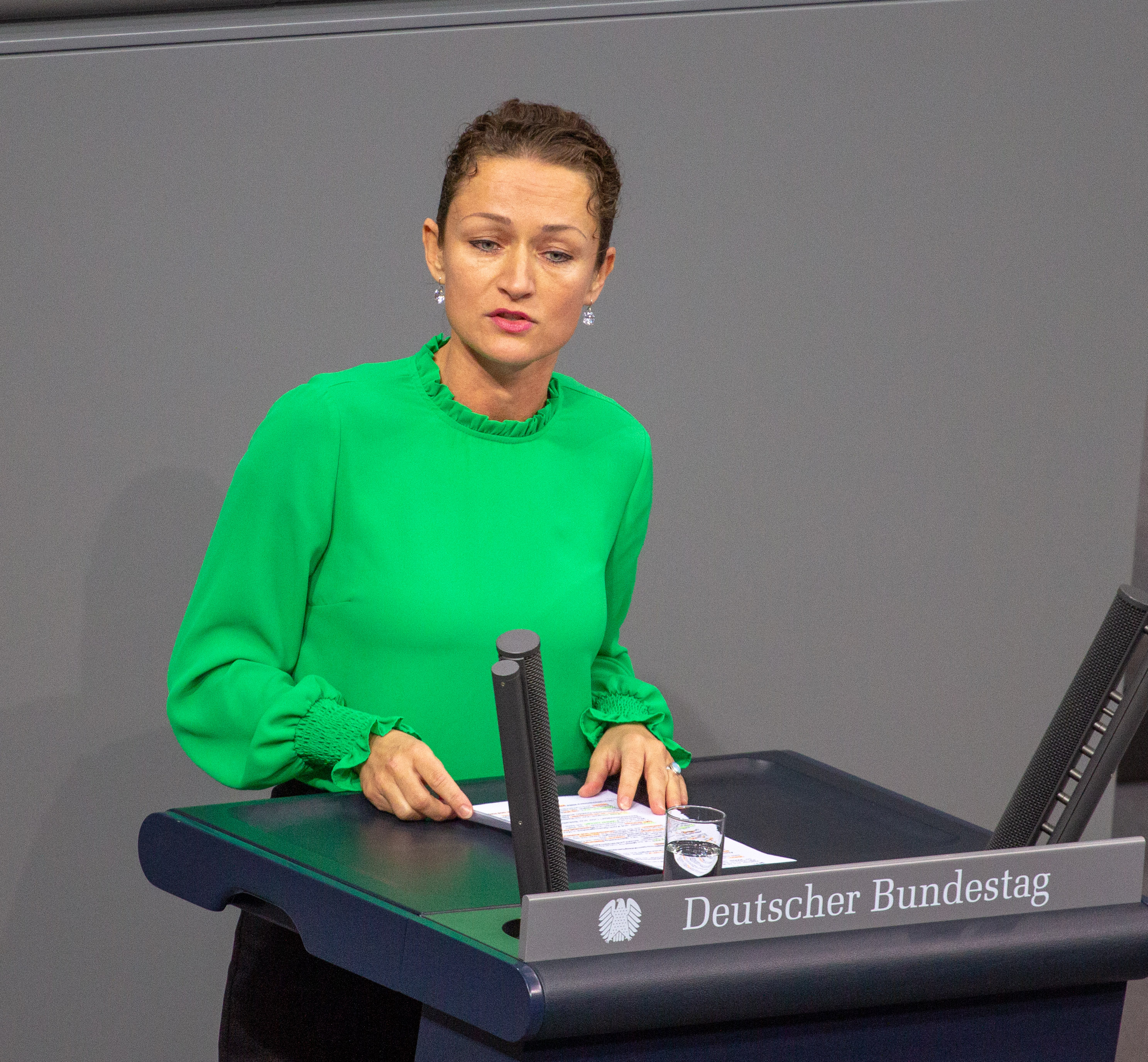
Żaklin Nastić em Hamburgo

Żaklin Nastić (nascida em 29 de janeiro de 1980) é uma política alemã. Nascida em Gdynia, ela faz parte da Esquerda. Zaklin Nastic actua como membro do Bundestag pelo estado de Hamburgo desde 2017.

## Vida
Żaklin Nastić veio da Polónia para Hamburgo em 1990 e mais tarde estudou estudos eslavos. Ela tornou-se membro do Bundestag após as eleições federais alemãs de 2017. Ela é membro do Comité de Direitos Humanos e Ajuda Humanitária.